# Pseudoeurycea exspectata
Pseudoeurycea exspectata är en groddjursart som beskrevs av Stuart 1954. Pseudoeurycea exspectata ingår i släktet Pseudoeurycea och familjen lunglösa salamandrar. IUCN kategoriserar arten globalt som akut hotad. Inga underarter finns listade i Catalogue of Life.